# Monpazier
Monpazier is een gemeente in het Franse departement Dordogne (regio Nouvelle-Aquitaine). De plaats maakt deel uit van het arrondissement Bergerac. Monpazier is lid van Les Plus Beaux Villages de France. Monpazier telde op 1 januari 2022 442 inwoners.

## Geschiedenis
In 1970 werden in Monpazier vuurstenen werktuigen en een venusbeeldje (Venus van Monpazier) uit het Gravettien opgegraven. Dit beeldje wordt bewaard in het Nationaal Archeologisch Museum in Saint-Germain-en-Laye.
Monpazier is een voorbeeld van de zogenaamde bastides, een twintigtal nieuwe steden gesticht tijdens de Honderdjarige Oorlog op de grens van de Franse en Engelse gebieden. De stad werd gebouwd in opdracht van Eduard I van Engeland vanaf 1284 op een hoogte van 190 meter boven de Dropt. Het stadsplan is een rechthoek van 400 op 220 meter, bestaande uit acht woonblokken die worden gescheiden door vijf straten in de lengte en vier in de breedte. Centraal ligt de vierkanten grote markt (grand-place). De bastides hadden niet enkel een strategisch maar ook een commercieel belang. Monpazier werd een belangrijk handelscentrum, waaraan de markthal nog herinnert.

## Geografie
De oppervlakte van Monpazier bedraagt 0,53 km², de bevolkingsdichtheid is 866 inwoners per km² (per 1 januari 2019).
De onderstaande kaart toont de ligging van Monpazier met de belangrijkste infrastructuur en aangrenzende gemeenten.

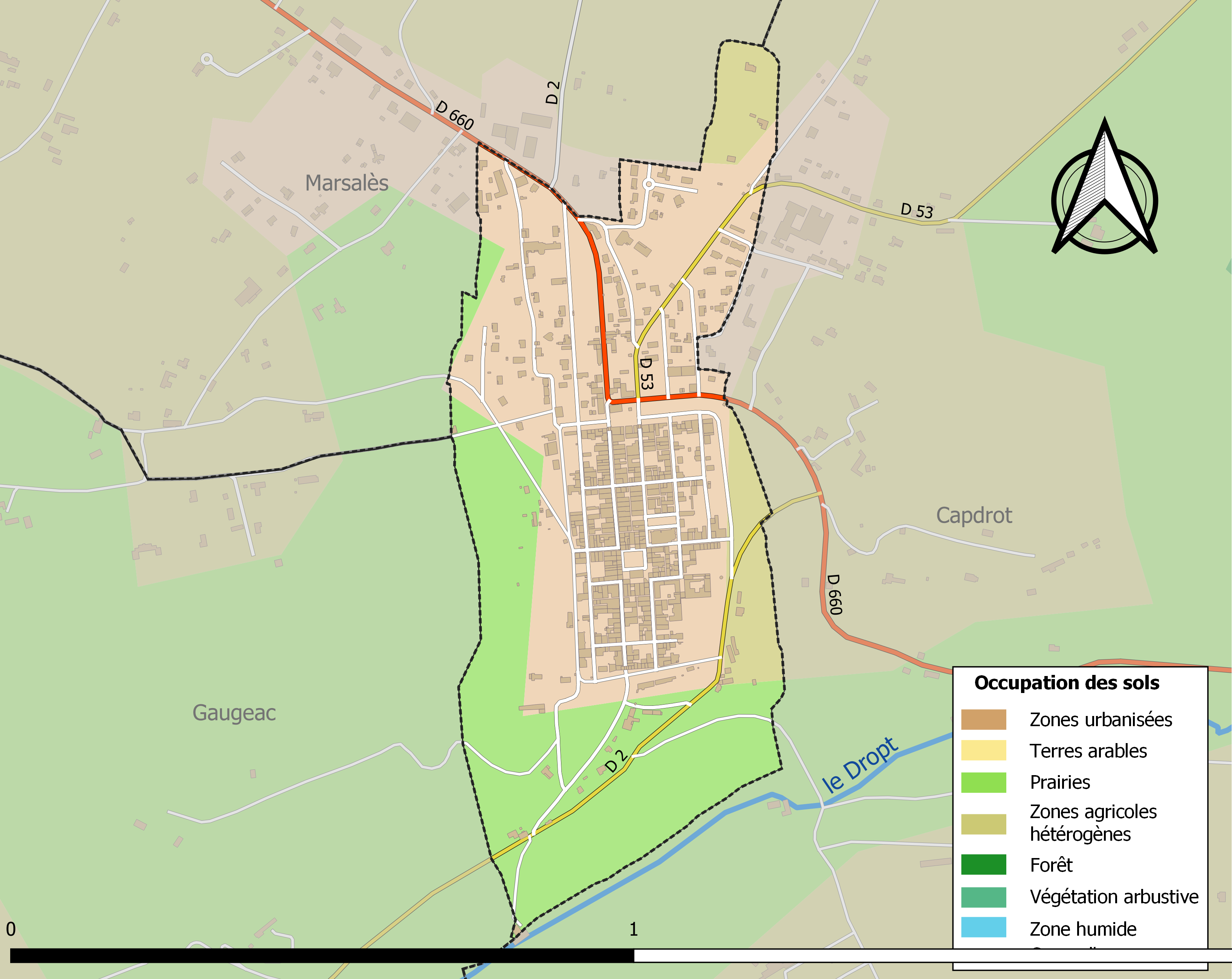

## Demografie
Onderstaande figuur toont het verloop van het inwonertal (bron: INSEE-tellingen).